# SilkAir
SilkAir (rechtlich SilkAir (Singapore) Private Limited) war eine Fluggesellschaft aus Singapur mit Basis auf dem Flughafen Singapur. Sie war eine Tochtergesellschaft der Singapore Airlines und wurde bis Januar 2021 vollständig in diese integriert.

## Geschichte
Die Geschichte der SilkAir geht bis auf das Jahr 1975 zurück, als Singapore Airlines das Touristikunternehmen Tour Operator Tradewinds Pte Ltd gründete. Tradewinds bot nur Pauschalreisen mit Flügen der Singapore Airlines in die nähere Umgebung des Stadtstaates an. 1989 wurde das Angebot mit eigenen Flügen unter einer gleichnamigen Fluggesellschaft erweitert. Ziele waren Pattaya, Phuket, Hatya, Kuantan und Tioman.
Im Jahr 1992 wurde Tradewinds in SilkAir umbenannt. Gleichzeitig wurde auch die Angebotsstruktur geändert. SilkAir flog fortan als Regionalfluggesellschaft mit vollem Service. Tradewind Tours & Travel Division wurde eine Untergruppe der SilkAir.
SilkAir war der erste Anbieter in Asien, der auf Flügen mit dem digEplayer 5500 portables Video-on-Demand anbot, allerdings nur auf Flügen nach China und Indien.
Im Mai 2018 gab Singapore Airlines bekannt, dass die Marke SilkAir vom Markt verschwinden und die Fluggesellschaft vollständig in Singapore Airlines integriert werden soll. Die Integration wurde am 28. Januar 2021 abgeschlossen.

## Flugziele
SilkAir bediente Städte in Südost-, Süd- und Ostasien sowie Darwin und Cairns in Australien.
Codesharing
Codeshare-Abkommen bestanden mit der Muttergesellschaft Singapore Airlines sowie mit Malaysia Airlines, Air India, Garuda Indonesia, Bangkok Airways und Virgin Australia.
Maschinen der SilkAir flogen zwischen 2008 und 2019 für die Air Timor von Singapur in das osttimoresische Dili.

## Flotte

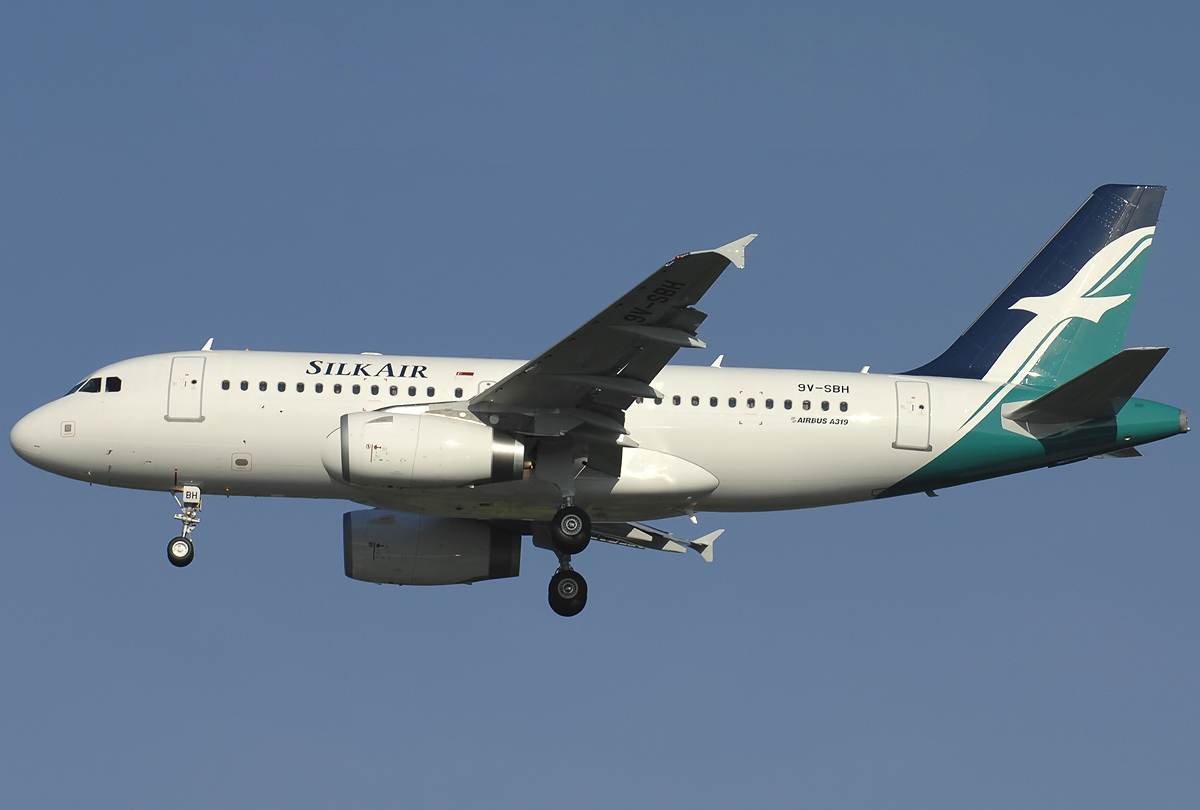
Airbus A319-100 der SilkAir

Bis zu ihrer Auflösung im Januar 2021 bestand die Flotte der SilkAir aus 25 Flugzeugen mit einem Durchschnittsalter von 5,9 Jahren:
| Flugzeugtyp      | Anzahl | bestellt | Anmerkungen                         | Sitzplätze (Business/Economy) |
| ---------------- | ------ | -------- | ----------------------------------- | ----------------------------- |
| Airbus A319-100  | 2      |          | Ausmusterung bis 2021               | 128 (8/120)                   |
| Airbus A320-200  | 3      |          | Ausmusterung bis 2021               | 150 (12/138)                  |
| Boeing 737-800   | 14     |          | mit Winglets ausgestattet           | 162 (12/150)                  |
| Boeing 737 MAX 8 | 6      | 31       | alle inaktiv; Auslieferung bis 2022 | 156 (12/144)                  |
| Gesamt           | 25     | 31       |                                     |                               |

## Zwischenfälle

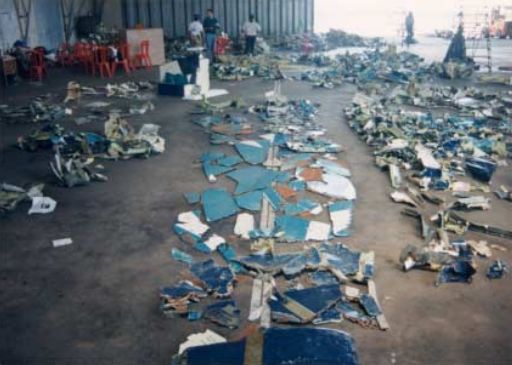
Trümmerteile der verunglückten Boeing 737

Am 19. Dezember 1997 stürzte eine Boeing 737-300 mit dem Luftfahrzeugkennzeichen 9V-TRF auf dem Flug von Jakarta nach Singapur aus einer Höhe von 10.000 Metern senkrecht in den Fluss Musi auf Sumatra und zerschellte mit hoher Geschwindigkeit, wobei alle 104 Personen an Bord starben. Weil das gesamte Flugzeug zerstört war und beide Flugschreiber, die alle wichtigen Daten und Gespräche im Cockpit aufzeichnen, noch vor dem Sturzflug ausgefallen waren, konnten die indonesischen Ermittler nicht erklären, was geschehen war. In ihrem Abschlussbericht schlossen sie weder einen technischen Defekt noch einen Pilotenfehler aus.
Das US-amerikanische NTSB sah es dagegen als wahrscheinlich an, dass einer der beiden Piloten (vermutlich der Kapitän selbst) die Boeing mit Absicht hatte abstürzen lassen. Nach Ansicht des NTSB wiesen die Sturzflugcharakteristika darauf hin, dass der Sturzflug gezielt eingeleitet worden war. Allerdings gab es zuvor bereits ähnliche Unfälle mit diesem Flugzeugtyp, die durch einen plötzlichen unkontrollierten Vollausschlag des Seitenruders verursacht worden waren (siehe auch SilkAir-Flug 185).